# Sainte-Sabine-sur-Longève
Sainte-Sabine-sur-Longève település Franciaországban, Sarthe megyében. Lakosainak száma 729 fő (2022. január 1.). Sainte-Sabine-sur-Longève Saint-Jean-d’Assé, La Bazoge, La Chapelle-Saint-Fray, Domfront-en-Champagne és Mézières-sous-Lavardin községekkel határos.

## Népesség
A település népessége az elmúlt években az alábbi módon változott:
| Lakosok száma | 734  | 760  | 785  | 763  | 752  | 742  | 738  | 731  | 729  |
|               | 2013 | 2015 | 2016 | 2017 | 2018 | 2019 | 2020 | 2021 | 2022 |